# Volfgang I. z Fürstenbergu
Wolfgang I. hrabě z Fürstenbergu (německy Wolfgang I., Graf von Fürstenberg, 1. nebo 3. dubna 1465 – 31. prosince 1509, hrad Ortenberg) byl německý šlechtic, hrabě z Fürstenbergu, lankrabě z Baaru, a pán z Wolfachu, Haslachu a Hausachu a vojevůdce.
Díky blízkým vztahům s württemberskými panovníky a rodem Habsburků byl jedním z nejvlivnějších mužů své doby v jihozápadním Německu. Za své vlády navíc dokázal výrazně rozšířit a sjednotit původně značně členité území Fürstenberska. Díky tomuto vývoji se země za jeho vlády stala významnou v imperiální politice. 

## Život a vláda
Wolfgang z Fürstenbergu se narodil jako syn hraběte Konráda pocházel z hlavní rodové linie Fürstenbergů, který vládl v letech 1441–1484 a jeho manželky hraběnky Kunigundy von Maetsch.
Po smrti svého otce dne 24. dubna 1484 se Wolfgang, společně se svým bratrem Jindřichem VII., ujal vlády a stal se od roku 1484 až do své smrti hrabětem z Fürstenbergu, lankrabětem z Baaru a pánem z Wolfachu, Haslachu a Hausachu.
V roce 1485 byl Wolfgang ve službách kurfiřta Filipa Falckého a následujícího roku ho arcivévoda Maxmilián I. před svou korunovací v Cáchách 5. dubna povýšil do rytířského stavu. Od roku 1489 sloužil Wolfgang württemberským panovníkům, ale zároveň se zapojil do říšské politiky. V roce 1490 se zúčastnil obléhání Vídně, kterou na několik let obsadil uherský král Matyáš Korvín. 30. srpna 1492 (podle jiných pramenů až v roce 1497) se stal radou Maxmiliána za 200 zlatých ročně a dostal se do vysokých funkcí. Kolem roku 1500 jmenoval Maxmilián Wolfganga „královským radou a pokladníkem“.

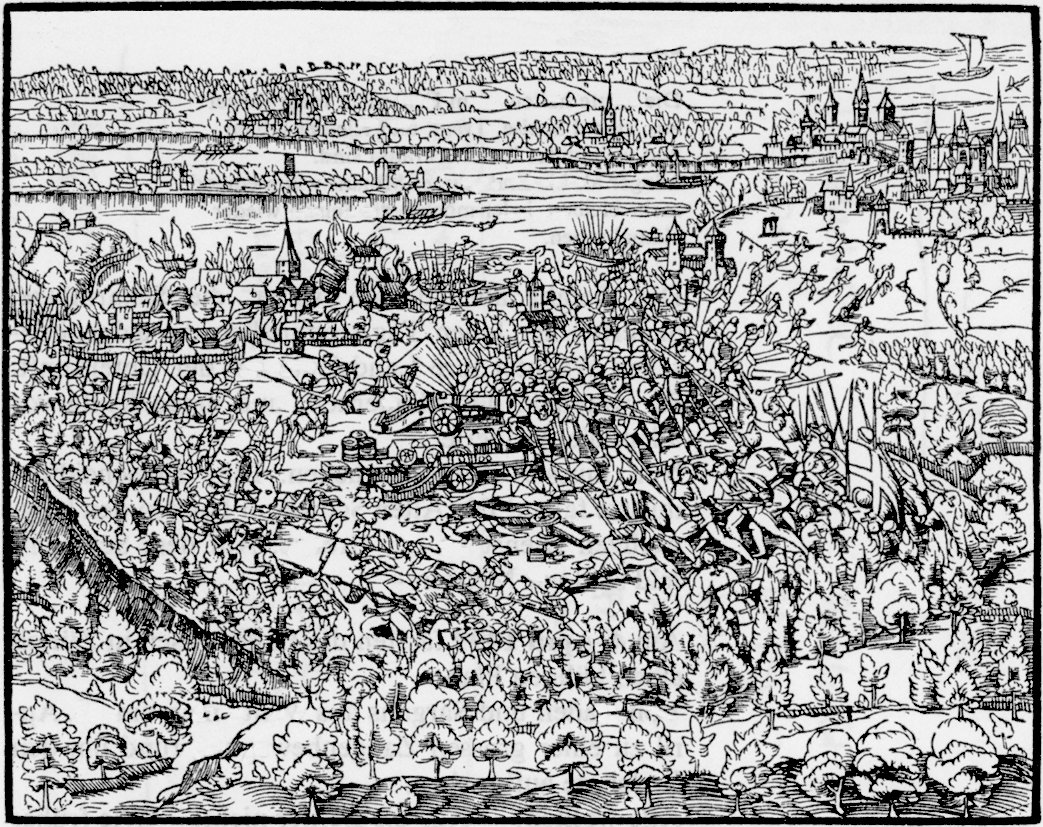
Vyobrazení bitvy u Schwaderlohu z kroniky Johannese Stumpfa.

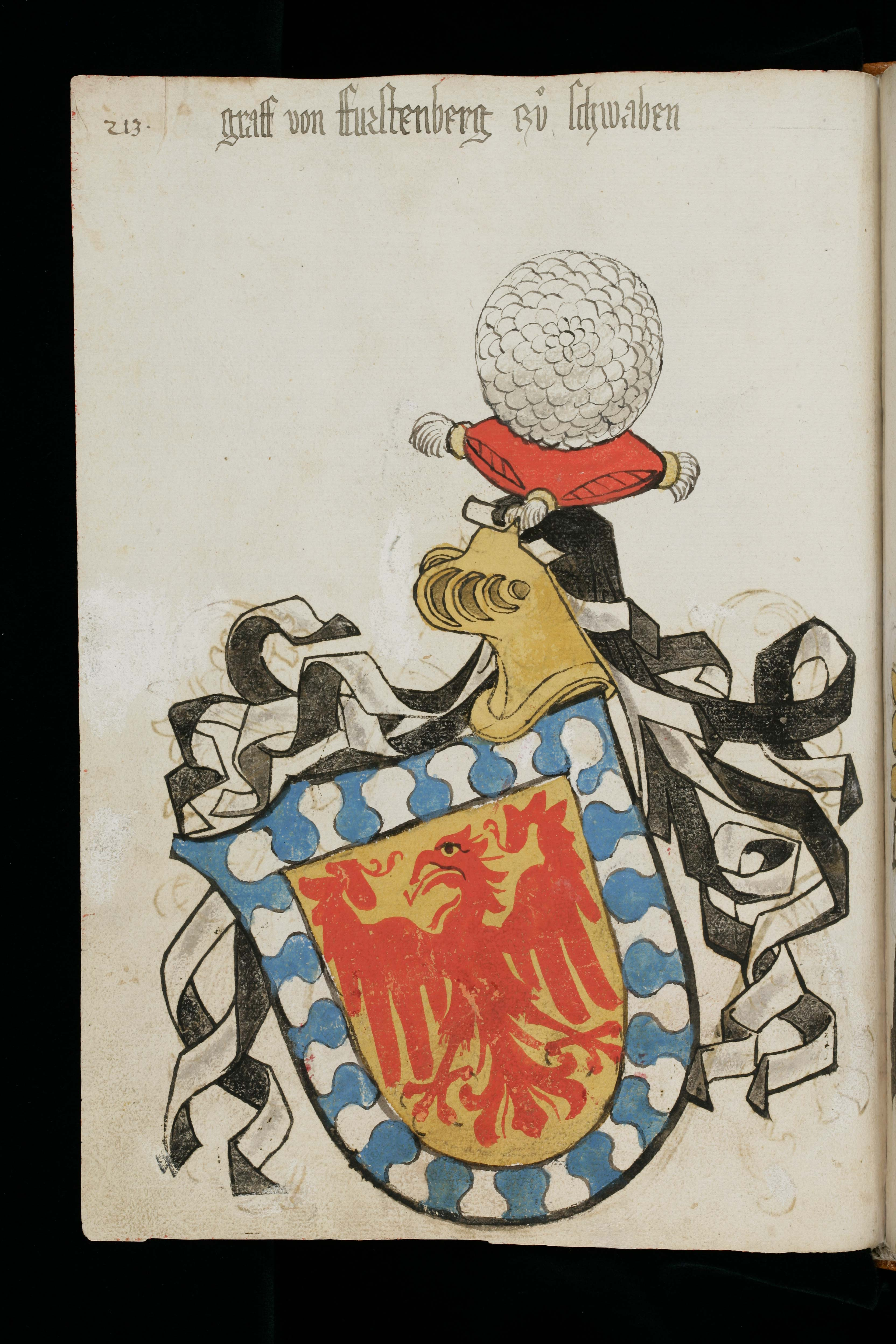
Erb rodu Fürstenbergů v 15. století, erb opata svatohavelského kláštera Ulricha Rösche.

## Manželství a potomstvo
V roce 1488 se Wolfgang z Fürstenbergu oženil s Alžbětou hraběnkou ze Solms-Braunfels (21. října 1469 – 24. srpna 1540), dcerou Oty II. ze Solms-Braunfelsu (1426–1504) a jeho manželky Anny z Nasavskouu z Wiesbadenu (1442–1480). Manželé měli šest dětí:
- Markéta (1. července 1489 – 10. srpna 1571); ⚭ 1502 Hans Jakub Baron z Mörsbergu a Belfortu
- Vilém (7. ledna 1491 – 21. srpna 1549); ⚭ 1506 Bona z Neuchâtel [6] († 19. května 1515), dcera Klaudia z Neuchâtel a Bony z Bolchenu
- Bedřich II. (19. června 1496 – 7.[7] nebo 8.[3] března 1559); Wolfgangův dědic; ⚭ 1516 Anna hraběnka z Werdenberg-Heiligenbergu (asi 1498–1554), dcera Kryštofa z Werdenberg-Heiligenbergu a Eleonory Gonzagové
- Beatrix (15. února 1499); od roku 1514 řádová sestra v klášteře Neudingen
- Klára Anna (3. srpna 1501 – asi 24. srpna [3] 1550); jeptiška v klášteře Neudingen, kanovnice kláštera Buchau
- Anna Alexandra[7] (18. února 1504 – 11. května 1581, Rappoltsweiler); ⚭ 1522 Oldřich sv. pán z Rappoltsteinu (1495 – 25. července 1531)